# (72544) 2001 DG108
(72544) 2001 DG108 – planetoida z pasa głównego asteroid okrążająca Słońce w ciągu 4,06 lat w średniej odległości 2,54 j.a. Została odkryta 19 lutego 2001 roku.